# Anemoi

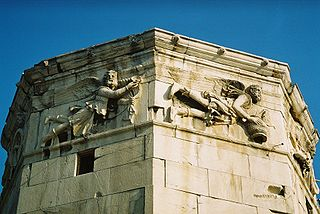
Op Toren van de winden in Athene zijn onder meer Boreas (links) en Skiron (rechts), de noordwestenwind, afgebeeld.

In de Griekse mythologie waren de Anemoi (Grieks: Ἄνεμοι) de geesten van de hevige stormwinden die een bepaalde wind werd toegeschreven. De vier belangrijkste waren Boreas (de noordenwind), Notos ( de zuidenwind), Euros (de oostenwind) en Zephyros (de westenwind). Daarnaast waren er nog vier minder belangrijke anemoi. Zij werden de tussenwindrichtingen toegeschreven. De ene keer werden de Anemoi als gewone windstoten voorgesteld, de andere keer werden ze gepersonificieerd. Ze werden opgesloten in het drijvende eiland van Aeolus en werden alleen vrijgelaten op bevel van de goden om grote schade aan te richten.

## Rol in de Odyssee
In de Odyssee van Homerus, geschreven rond 800 v.C. komt een mythe over de Anemoi voor.
Na vele avonturen komen Odysseus en zijn kameraden op het eiland van Aeolus aan. Odysseus beveelt zijn kameraden in de boot te blijven en gaat op verkenning.
Hij komt Aeolus tegen en vertelt wat er aan de hand is. Aeolus helpt hem door alle winden in een zak te vangen, behalve Boreas die hen naar huis zou blazen. Pas als hij thuis was, mocht Odysseus de zak weer openmaken. Odysseus keerde terug naar de boot. Hij en zijn kameraden gingen terug op weg. Ithaca kwam weer in zicht. Maar Odysseus was in slaap gevallen. Zijn kameraden dachten dat hij goud mee had. Ze maakten de zak open en daardoor werden ze weer weggeblazen, omdat de winden woest waren omdat ze waren opgesloten.

## Rol in de Aeneis
In de Aeneis van Vergilius spelen de Anemoi ook een rol. Nadat Troje door de Grieken was verwoest, zwierven Aeneas en zijn gezelschap rond op zee. Juno vraagt, als koningin van de goden, dan aan Aeolus om de winden vrij te laten en de Trojanen tegen te werken. Immers, Pallas mocht ook anderen kwaad doen. 
Daarop liet Aeolus de winden vrij en kwamen Aeneas en zijn kameraden in een zware storm die hen op de Afrikaanse kust bij Carthago bracht.